# Maria Giuseppina di Savoia
Maria Giuseppa Luisa Benedetta di Savoia, nota come Maria Giuseppina di Savoia (in francese: Marie-Joséphine de Savoie) (Torino, 2 settembre 1753 – Hartwell House, 13 novembre 1810), è stata una principessa del regno di Sardegna per nascita, e contessa di Provenza e principessa di Francia per matrimonio. Divenne anche Regina di Francia (titolare) per 15 anni come moglie di Luigi XVIII.

## Biografia

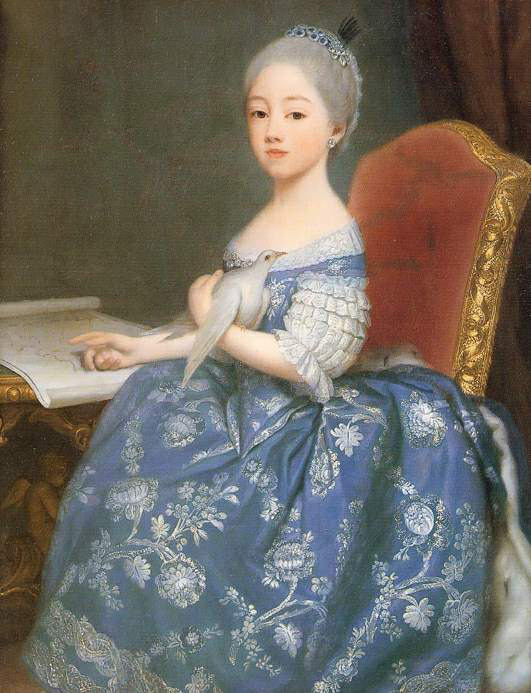
Giuseppe Duprà, Ritratto di Maria Giuseppina di Savoia da bambina, olio su tela, 1760~1762, Palazzo Reale di Torino.

### Infanzia
Maria Giuseppina era figlia degli allora duchi di Savoia Vittorio Amedeo III di Savoia e di Maria Antonia di Borbone-Spagna, è descritta come timida, goffa e poco incline alla cura personale, tanto importante presso la corte francese.

### Matrimonio

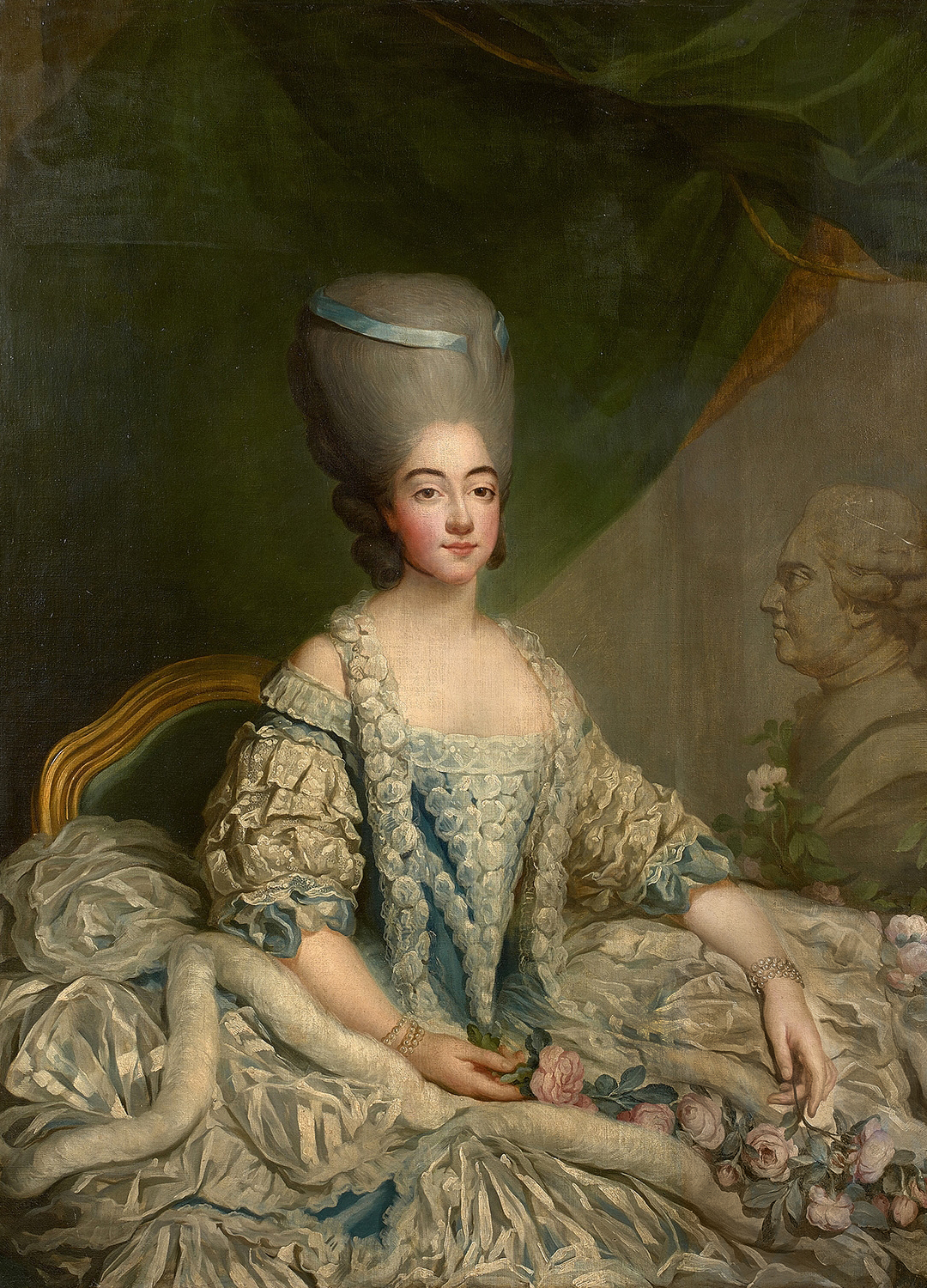
Jean-Martial Frédou, Ritratto della contessa di Provenza, olio su tela, XVIII secolo, Reggia di Versailles.

Il nonno Carlo Emanuele III di Savoia riuscì a combinarne il matrimonio con Luigi Saverio di Borbone-Francia, conte di Provenza e nipote del re Luigi XV di Francia. La principessa Maria Giuseppina sposò il 16 aprile 1771 per procura, nel Regno di Sardegna il principe Luigi Saverio, e di persona il 14 maggio 1771 alla Reggia di Versailles.
Il matrimonio preoccupò molto Maria Teresa d'Austria, suocera del delfino Luigi Augusto, in quanto madre di Maria Antonietta: infatti, il matrimonio dei principi ereditari non aveva ancora prodotto figli, rendendolo suscettibile di annullamento da parte della Chiesa, e la possibilità che quello del fratello del delfino potesse essere prolifico indeboliva ulteriormente la posizione dell'arciduchessa Maria Antonietta.
Ma le ansie dell'imperatrice si dimostrarono infondate: nonostante il conte di Provenza si vantasse con ogni cortigiano della consumazione del proprio matrimonio, la realtà era ben diversa. Luigi Saverio non provava nessuna attrazione per la sua poco avvenente moglie. Inoltre, già a 15 anni, era così obeso da non poter svolgere nessun tipo di esercizio fisico e, soffrendo anche di una deformazione delle anche, ben presto gli riuscì difficile perfino camminare.

### Rivoluzione francese
Allo scoppio della rivoluzione francese, i sovrani e la corte furono trasferiti nel palazzo delle Tuileries, mentre i conti di Provenza alloggiarono invece nel palazzo del Lussemburgo. Tuttavia, continuarono a recarsi tutte le sere alle Tuileries per la cena che, da anni, avevano l'abitudine di consumare insieme.
Il 20 giugno 1791, giorno della tentata fuga dei reali, Giuseppina fu informata per ultima del piano e le venne ordinato di fuggire separatamente con una dama di compagnia in Belgio. Per lei la fuga si concluse positivamente e si riunì col marito a Namur, per i cognati invece il piano fallì a Varennes.
Il conte di Provenza, dopo la morte del fratello e la successiva morte del nipote Luigi Carlo, ossia Luigi XVII (re titolare, cioè che non regnò effettivamente), poté rivendicare il titolo col nome di Luigi XVIII. Maria Giuseppina, però, morì in esilio nel 1810, non riuscendo quindi a sedere effettivamente sul trono francese accanto al marito ma essendo comunque Regina consorte titolare di Francia.
È sepolta nel santuario dei Martiri, la cripta del duomo di Cagliari, poiché la Sardegna non era stata occupata da Napoleone, come invece la Francia e il Piemonte.

## Ascendenza
|                                      |                        |                                                 | Genitori                                                    |  |  | Nonni |  |  | Bisnonni                     |  |  | Trisnonni                   |  |
|                                      |                        |                                                 |                                                             |  |  |       |  |  | Vittorio Amedeo II di Savoia |  |  | Carlo Emanuele II di Savoia |  |
|                                      |                        |                                                 |                                                             |  |  |       |  |  | Vittorio Amedeo II di Savoia |  |  | Carlo Emanuele II di Savoia |  |
|                                      |                        | Maria Giovanna Battista di Savoia-Nemours       |                                                             |  |  |       |  |  | Vittorio Amedeo II di Savoia |  |  |                             |  |
| Carlo Emanuele III di Savoia         |                        |                                                 |                                                             |  |  |       |  |  | Vittorio Amedeo II di Savoia |  |  |                             |  |
|                                      |                        | Anna Maria d'Orléans                            | Filippo I di Borbone-Orléans                                |  |  |       |  |  |                              |  |  |                             |  |
|                                      |                        | Anna Maria d'Orléans                            | Filippo I di Borbone-Orléans                                |  |  |       |  |  |                              |  |  |                             |  |
|                                      |                        | Anna Maria d'Orléans                            | Enrichetta Anna Stuart                                      |  |  |       |  |  |                              |  |  |                             |  |
| Vittorio Amedeo III di Savoia        |                        | Anna Maria d'Orléans                            |                                                             |  |  |       |  |  |                              |  |  |                             |  |
|                                      |                        | Ernesto Leopoldo di Assia-Rotenburg             | Guglielmo d'Assia-Rotenburg                                 |  |  |       |  |  |                              |  |  |                             |  |
|                                      |                        | Ernesto Leopoldo di Assia-Rotenburg             | Guglielmo d'Assia-Rotenburg                                 |  |  |       |  |  |                              |  |  |                             |  |
|                                      |                        | Ernesto Leopoldo di Assia-Rotenburg             | Maria Anna di Löwenstein-Wertheim-Rochefort                 |  |  |       |  |  |                              |  |  |                             |  |
| Polissena Cristina d'Assia-Rotenburg |                        | Ernesto Leopoldo di Assia-Rotenburg             |                                                             |  |  |       |  |  |                              |  |  |                             |  |
|                                      |                        | Eleonora Maria di Löwenstein-Wertheim-Rochefort | Massimiliano Carlo Alberto di Löwenstein-Wertheim-Rochefort |  |  |       |  |  |                              |  |  |                             |  |
|                                      |                        | Eleonora Maria di Löwenstein-Wertheim-Rochefort | Massimiliano Carlo Alberto di Löwenstein-Wertheim-Rochefort |  |  |       |  |  |                              |  |  |                             |  |
|                                      |                        | Eleonora Maria di Löwenstein-Wertheim-Rochefort | Polissena Maria Khuen von Lichtenberg und Belasi            |  |  |       |  |  |                              |  |  |                             |  |
| Maria Giuseppina di Savoia           |                        | Eleonora Maria di Löwenstein-Wertheim-Rochefort |                                                             |  |  |       |  |  |                              |  |  |                             |  |
|                                      | Luigi, il Gran Delfino | Luigi XIV di Francia                            |                                                             |  |  |       |  |  |                              |  |  |                             |  |
|                                      | Luigi, il Gran Delfino | Luigi XIV di Francia                            |                                                             |  |  |       |  |  |                              |  |  |                             |  |
|                                      | Luigi, il Gran Delfino | Maria Teresa d'Austria                          |                                                             |  |  |       |  |  |                              |  |  |                             |  |
| Filippo V di Spagna                  | Luigi, il Gran Delfino |                                                 |                                                             |  |  |       |  |  |                              |  |  |                             |  |
|                                      |                        | Maria Anna di Baviera                           | Ferdinando Maria di Baviera                                 |  |  |       |  |  |                              |  |  |                             |  |
|                                      |                        | Maria Anna di Baviera                           | Ferdinando Maria di Baviera                                 |  |  |       |  |  |                              |  |  |                             |  |
|                                      |                        | Maria Anna di Baviera                           | Enrichetta Adelaide di Savoia                               |  |  |       |  |  |                              |  |  |                             |  |
| Maria Antonietta di Borbone-Spagna   |                        | Maria Anna di Baviera                           |                                                             |  |  |       |  |  |                              |  |  |                             |  |
|                                      |                        | Odoardo II Farnese                              | Ranuccio II Farnese                                         |  |  |       |  |  |                              |  |  |                             |  |
|                                      |                        | Odoardo II Farnese                              | Ranuccio II Farnese                                         |  |  |       |  |  |                              |  |  |                             |  |
|                                      |                        | Odoardo II Farnese                              | Isabella d'Este                                             |  |  |       |  |  |                              |  |  |                             |  |
| Elisabetta Farnese                   |                        | Odoardo II Farnese                              |                                                             |  |  |       |  |  |                              |  |  |                             |  |
|                                      |                        | Dorotea Sofia di Neuburg                        | Filippo Guglielmo del Palatinato                            |  |  |       |  |  |                              |  |  |                             |  |
|                                      |                        | Dorotea Sofia di Neuburg                        | Filippo Guglielmo del Palatinato                            |  |  |       |  |  |                              |  |  |                             |  |
|                                      |                        | Dorotea Sofia di Neuburg                        | Elisabetta Amalia d'Assia-Darmstadt                         |  |  |       |  |  |                              |  |  |                             |  |
|                                      |                        | Dorotea Sofia di Neuburg                        |                                                             |  |  |       |  |  |                              |  |  |                             |  |